# Adelophryne maranguapensis
Adelophryne maranguapensis е вид земноводно от семейство Eleutherodactylidae. Видът е застрашен от изчезване.

## Разпространение
Разпространен е в Бразилия.

## Описание
Популацията на вида е намаляваща.